# Phil Tucker
Phil Tucker est un réalisateur, producteur, scénariste et monteur américain, né le 22 mai 1927 à Kansas en Midwest et mort le 1er décembre 1985 à Los Angeles en Californie.

## Biographie
Phil Tucker est connu pour avoir produit et réalisé le film Robot Monster, considéré comme un nanar culte. Il est alors « jeune metteur en scène débutant ».
En 1979, il est monteur sur cinq épisodes de la série Wonder Woman.

## Filmographie
Sauf indication contraire, les informations mentionnées dans cette section peuvent être confirmées par la base de données cinématographiques IMDb,  présente dans la section « Liens externes ».

### En tant que réalisateur

#### Films
- 1953 : Dance Hall Racket
- 1953 : Robot Monster
- 1954 : Tijuana After Midnite
- 1954 : Dream Follies
- 1954 : Bagdad After Midnite
- 1955 : Strips Around the World
- 1955 : Broadway Jungle

#### Téléfilm
- 1960 : The Cape Canaveral Monsters

### En tant que monteur
- 1981 : Charlie Chan and the Curse of the Dragon Queen